# Ottengrün (Bad Neualbenreuth)
Ottengrün liegt im Markt Bad Neualbenreuth im Landkreis Tirschenreuth in der Oberpfalz, südwestlich des Marktortes  Bad Neualbenreuth. 
Das Pfarrdorf wurde erstmals 1392 urkundlich als Besitz des Klosters Waldsassen erwähnt und gehörte unter wechselnden Eigentümern als Gutshof und Verwaltungssitz einiger umliegender Orte zum Sonderrechtsgebiet der Frais. In der Nähe befinden sich der Golfplatz der GC Stiftland GmbH und die Wallfahrtskirche St. Sebastian, die Kleine Kappl, die nach dem Abriss der zuvor dort stehenden alten Kapelle nach 1725 gebaut wurde. Zu den Sehenswürdigkeiten zählt das Schloss Ottengrün. Am 1. Juli 1972 wurde Ottengrün in den Markt Bad Neualbenreuth eingegliedert. Im Jahr 1970 lebten 113 Einwohner in Ottengrün, 1987 waren es 93.

## Bodendenkmäler
Siehe: Liste der Bodendenkmäler in Bad Neualbenreuth